# TV1 (Malaysia)
RTM TV1 è una rete televisiva pubblica malaysiana di proprietà dello stato, gestita da Radio Televisyen Malaysia, un'agenzia governativa. Trasmette dai suoi centri ad Angkasapuri, Kuala Lumpur insieme all'altro canale di RTM TV2 ed alcune stazioni radiofoniche.
Le trasmissioni di TV1 sono iniziate il 28 dicembre 1963, ed il canale è conosciuto per essere il primo e più vecchio canale televisivo della Malaysia. Le trasmissioni di TV1 vanno dalle 5;30 del mattino sino all'1:30 della notte (alle 2:00 durante il week-end).
Una serie di trasmissioni educative, conosciute come TV Pendidikan sono state mandate in onda sino al 1999, per poi essere sposate su TV2. TV Pendidikan è stata in seguito sostituita da eduwebtv.com.